# Irina Kornejeva
Irina Kornejeva, pigenavn Snopova (russisk: Ирина Сергеевна Корнеева (Снопова) tr. Irina Sergejevna Kornejeva (Snopova) ; født 7. juni 1995 i Volgograd, Rusland) er en kvindelig russisk håndboldspiller som spiller for HK Astrakhanotjka og Ruslands kvindehåndboldlandshold.